# Mesochorus clarus
Mesochorus clarus är en stekelart som beskrevs av Schwenke 1999. Mesochorus clarus ingår i släktet Mesochorus och familjen brokparasitsteklar. Inga underarter finns listade i Catalogue of Life.